# COSCO Shipping Ports Limited
COSCO Shipping Ports Limited, estilizada como COSCO SHIPPING Ports, es una empresa que cotiza en bolsa en Hong Kong y es inversora en puertos. La empresa se conocía anteriormente como COSCO Pacific Limited y era una subsidiaria indirecta de COSCO y ahora parte de su sucesora, COSCO Shipping. Se dedica principalmente a operaciones de terminal de contenedores, contenedores fabricación y leasing, agencia naviera y transporte de carga.
COSCO Pacific fue un componente del Hang Seng Index (blue chip) desde 2003 a 2014. COSCO Pacific también es una empresa de chip rojo, por lo que alguna vez se la consideró una empresa de chip púrpura.